# Fracción del Ejército Rojo
La Fracción del Ejército Rojo o Facción del Ejército Rojo (en alemán: Rote Armee Fraktion; RAF), también denominada como la banda Baader-Meinhof (bautizada así por los apellidos de dos de sus principales líderes), fue una de las organizaciones terroristas más activas de la Alemania Occidental en la posguerra, que durante su actividad fue responsable de, al menos, 34 asesinatos. Por su forma de actuar foquista, puede considerarse una organización de esta índole desde una perspectiva marxista. La RAF pretendía ser un grupo de resistencia al estilo de la guerrilla urbana de Sudamérica, especialmente de los Tupamaros uruguayos; entendían la guerra de guerrillas y, por tanto, sus atentados con explosivos, como una lucha contra el sistema, el capitalismo y el imperialismo de los Estados Unidos en una contienda internacional de liberación. Operó entre 1970 y 1998, causando gran agitación en Alemania (especialmente en el otoño de 1977, lo que llevó a una crisis nacional) y la muerte de 34 personas y 20 miembros del grupo debido a diversos atentados.

## Orígenes del nombre
El nombre «Fracción del Ejército Rojo», adoptado en 1971, se inspiró en el del Ejército Rojo Japonés, un grupo armado japonés de izquierda, o bien, según otras versiones, se inspiró en el del Ejército Rojo 
soviético, del cual habrían tomado también su emblema (la Estrella Roja). Aunque a menudo se tradujo al español como "facción del ejército rojo", la palabra en alemán es Fraktion (fracción), término usado comúnmente para indicar la conexión que las organizaciones de izquierda poseían con la lucha global del marxismo.

## Historia

### Antecedentes
Los antecedentes del grupo pueden remontarse a las protestas estudiantiles de finales de la década de 1960, que posteriormente llevarían a la formación de la Oposición extraparlamentaria (Außerparlamentarische Opposition, APO). En Alemania, las protestas se convirtieron en disturbios, cuando el 2 de junio de 1967 el Sha de Irán, Mohammad Reza Pahlevi, visitó la parte occidental de Berlín (en ese momento, una ciudad dividida). Después de un día de violentas protestas de exiliados iraníes, apoyados por estudiantes alemanes, el Sha acudió a la Ópera de Berlín. En el curso de los eventos después de la función, el estudiante alemán Benno Ohnesorg —quien por primera vez participaba en una manifestación— murió a causa de un disparo en la cabeza por la policía alemana.

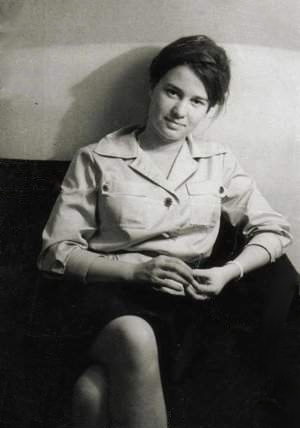
Ulrike Meinhof cuando era una joven periodista, en 1964.

Este hecho, junto a otros actos de brutalidad policial durante otras protestas (las tácticas de la policía alemana de esa época son hoy vistas como demasiado agresivas), sumado al amplio rechazo a la guerra de Vietnam, motivó la unión de Thorwald Proll, Horst Söhnlein, Gudrun Ensslin y Andreas Baader, tras lo cual decidieron incendiar varias tiendas alemanas. Fueron arrestados el 2 de abril de 1968, y mientras duró su juicio, la periodista Ulrike Meinhof publicó varios artículos en su favor en la revista política Konkret.
Mientras tanto, el 11 de abril de 1968, Rudi Dutschke ("Rudi el rojo", como era llamado por la prensa sensacionalista), líder intelectual de las protestas estudiantiles, recibió un balazo en la cabeza (aunque malherido, Dutschke pudo luego retornar al activismo político hasta su muerte, que tuvo lugar en 1979 como consecuencia de su herida). El atacante fue Josef Bachmann, un obrero manual de ideas anticomunistas. Los estudiantes consideraron que el principal culpable era el periódico sensacionalista Bild-Zeitung, que había publicado titulares como "¡Detengan a Dutschke ya!", y, por lo tanto, la prensa conservadora —y en especial, la corporación Axel Springer, que editaba el Bild-Zeitung— se convirtió en el nuevo objetivo de los protestantes de izquierda. Meinhof comentó: "Si uno incendia un auto, es una ofensa criminal. Si uno incendia cien autos, es una acción política."

### Formación de la RAF

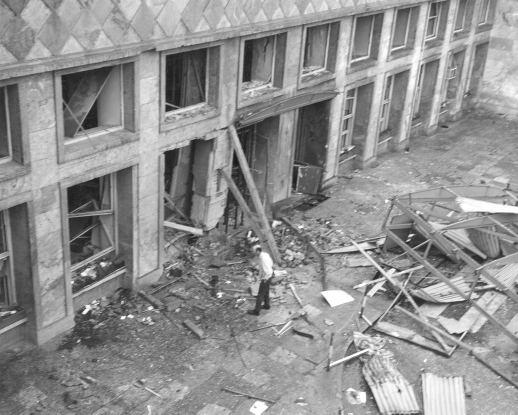
El Club "La Terraza" situado detrás de un cuartel del Ejército de los Estados Unidos, en Fráncfort, atacado con una bomba en mayo de 1972, por miembros de la RAF.

Baader y Ensslin lograron ocultarse tras su juicio por incendio, aunque Baader fue detenido nuevamente en abril de 1970 por conducir un vehículo robado con documentación falsa y llevado nuevamente a juicio. Además es revocada su libertad condicional por el juicio previo de incendio a los almacenes alemanes, con lo que ahora Baader enfrenta un encierro inminente de cuatro años. El colectivo solicita a través de Ulrike Meinhof una entrevista a Baader para escribir un libro sobre hechos sociales, lo cual es autorizado por un tribunal alemán, y empiezan las sesiones en el "Instituto Alemán de Cuestiones Sociales" en Dahlem en Berlín, el 14 de mayo de 1970. Esa mañana, un comando armado integrado por Gudrun Ensslin, Irene Goergens, Ingrid Schubert y Peter Homann entraron en el Instituto disparando e hiriendo gravemente al custodio George Linke, y saltaron por una ventana para escaparse a la esquina donde eran esperados por Astrid Proll en un vehículo Alfa Romeo robado. Luego de este incidente, el grupo fue comúnmente conocido como la Baader-Meinhof-Bande (banda Baader-Meinhof). El 8 de junio de ese mismo año, un primer grupo compuesto por el abogado Horst Mahler, Hans-Jurgen Bäcker, Monika Berberich, Brigitte Asdonk, Manfred Grashof y Petra Schelm viajaron hacia Beirut desde Alemania del Este, para llegar a un campo de entrenamiento de Fatah en Amán (Jordania). El 21 de junio, un segundo grupo integrado por Baader, Ensslin, Irene Georgens, Ingrid Schubert, Peter Homann y Meinhof recibieron posteriormente entrenamiento en el mismo sitio, de donde fueron expulsados de los campos de entrenamiento de la guerrilla palestina por no aceptar sus reglas y disciplina.
Cuando regresaron a Alemania Occidental, comenzaron lo que llamaron "lucha antiimperialista", consistente en el robo de bancos para recaudar dinero y armas, y ataques contra edificios militares de los Estados Unidos, estaciones de policía y edificios del imperio periodístico de Axel Springer, así como el intento de asesinato de un juez. Un manifiesto escrito por Meinhof fue el primero en utilizar el nombre RAF junto a la estrella roja y la ametralladora Heckler & Koch MP5. Después de una intensa investigación, Baader, Ensslin, Meinhof, Holger Meins y Jan-Carl Raspe fueron detenidos de nuevo en junio de 1972.

### El juicio de Stammheim
Los miembros de la RAF fueron encarcelados en la prisión de máxima seguridad de Stammheim (construida expresamente para albergarles) en celdas aisladas, sin contacto entre ellos, y sólo se les permitía la visita de sus familiares cada dos semanas. Aun así, Ensslin diseñó un "circuito de información" con un alias para cada miembro, y así, mediante cartas que hacían circular sus abogados, lograron seguir en contacto. Para protestar en contra de las condiciones en que estaban alojados, iniciaron varias huelgas de hambre coordinadas; finalmente fueron alimentados por la fuerza. Meins, sin embargo, murió el 9 de noviembre de 1974, pesando apenas 39 kg para sus 1,86 m de altura. Tras varias protestas públicas, las condiciones de los miembros restantes fueron mejoradas por las autoridades.
Fue en ese momento cuando surgió la «segunda generación» de la RAF, formada por simpatizantes no relacionados con los encarcelados y reunidos en torno a Siegfried Haag. Esto quedó claro cuando el 27 de febrero de 1975, Peter Lorenz, candidato a intendente de Berlín por el partido Demócrata Cristiano, fue secuestrado por miembros del Movimiento 2 de Junio para reclamar la liberación de varios detenidos de la RAF, entre ellos Gabriele Krocher Tiedemann. Como ninguno de ellos estaba acusado de asesinato, el Estado accedió a sus demandas y dejó en libertad a los detenidos (más tarde Lorenz también fue liberado). Este grupo, una vez liberado, va a alimentar las filas de la Fracción del Ejército Rojo. El 25 de abril de 1975, el Comando Holger Meins de la RAF llevó a cabo el Asalto a la Embajada Alemana en Suecia. Los terroristas que ejecutaron la operación fueron Hanna Krabbe, Bernard Rössner, Siegfried Hausner, Karl-Heinz Dellwo, Ulrich Wessel y Lutz Taufer; dos rehenes fueron asesinados cuando el gobierno alemán del canciller Helmut Schmidt se negó a acceder a sus demandas. Luego, otras personas murieron al ser detonados los explosivos que el grupo había colocado en el edificio.
El 21 de mayo de 1975, comenzó el "Juicio de Stammheim" contra Baader, Ensslin, Meinhof y Raspe, así llamado por tener lugar en un distrito cercano a Stuttgart. El congreso alemán, previendo que posiblemente fuera el juicio más tenso y controvertido de la historia alemana, había cambiado recientemente el código penal para evitar que varios abogados acusados de servir como nexo entre los reclusos y los activistas de la "segunda generación" pudieran actuar en el juicio.

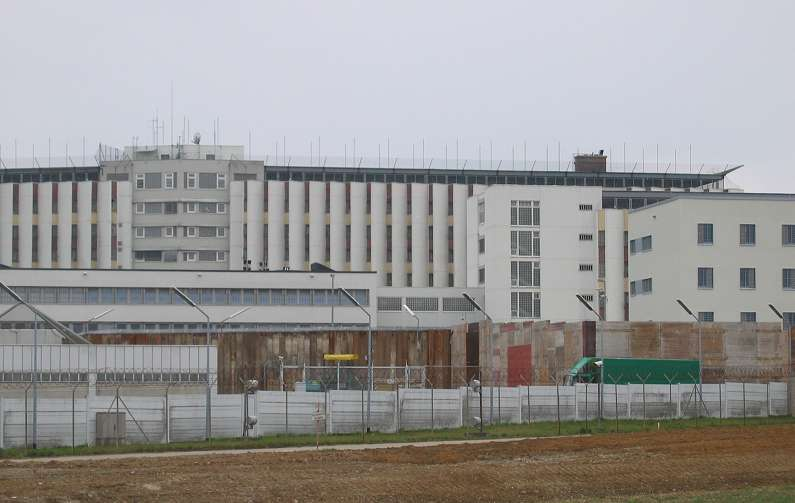
Prisión de Stuttgart-Stammheim construida para albergar a los presos de la RAF.

Después de este hecho, se organiza la incursión en la sede oficial de la Organización de Países Exportadores de Petróleo en Viena el 21 de diciembre de 1975, donde Ilich Ramírez " Carlos" lideró el Comando de asalto junto a Hans Joachim Klein, Gabrielle Krocher Tiedemann, donde causaron la muerte de tres personas y tomando a 42 rehenes incluyendo varios de los ministros de petróleo de los países miembros.
El 9 de mayo de 1976 (fecha en que se festeja en Alemania el día de la madre), Ulrike Meinhof fue encontrada muerta en su celda, ahorcada con una toalla. Una investigación dictaminó que se había tratado de un suicidio, conclusión que fue altamente discutida en su momento, resultando en una variedad de teorías conspiratorias. Una segunda autopsia reveló trazos de semen en su ropa interior y laceraciones en sus muslos, lo que sugería una violación. Otras teorías sugieren que Meinhof se quitó la vida al ser excluida por el resto del grupo.
Durante el juicio, se produjeron más acciones; entre ellas, el 7 de abril de 1977, el fiscal federal Siegfried Buback, el escolta y su chofer fueron asesinados por el Comando de la RAF "Ulrike Meinhof" integrado por Günther Sonnenberg y Stefan Wisniewski, quienes a bordo de una moto ametrallaron el vehículo del Fiscal mientras aguardaban en un semáforo. Finalmente, el 28 de abril de 1977, tras 192 días de juicio, los tres acusados supervivientes fueron declarados culpables de varios asesinatos, otros tantos intentos de asesinato y de formar una organización terrorista, siendo sentenciados a cadena perpetua.

### El otoño alemán
El 30 de julio de 1977, Jürgen Ponto, presidente del Dresdner Bank, fue asesinado frente a su casa en Oberursel, en un fallido intento de secuestro. Los involucrados fueron Brigitte Mohnhaupt, Christian Klar y Susanne Albrecht, siendo esta última la ahijada de Ponto.
Tras el juicio, Hanns Martin Schleyer, un ex-nazi y oficial de las SS, que en ese momento era el presidente de la Asociación Alemana de Industriales, fue secuestrado el 5 de septiembre de 1977 en una violenta operación. Un cochecito de bebé apareció de repente delante de su coche, forzando a su chófer a frenar bruscamente. Su escolta policial no pudo frenar a tiempo y se estrelló contra el auto de Schleyer. Cinco activistas enmascarados dispararon inmediatamente a los policías y al chófer y capturaron al empresario. Se envió una carta al Gobierno Federal, demandando la libertad de once detenidos, incluyendo los presos de Stammheim. Se creó un "equipo de crisis" en Bonn, al mando del canciller Helmut Schmidt, quien, en lugar de acceder a las demandas, decidió emplear maniobras dilatorias, dándole tiempo a la policía para que encontrase el lugar donde Schleyer estaba secuestrado. Al mismo tiempo, se les prohibió cualquier comunicación a los presos de Stammheim, y sólo se les permitió recibir visitas de funcionarios del gobierno y autoridades de la prisión.
La crisis continuó durante más de un mes, mientras la Bundeskriminalamt (en español: "Oficina Federal de Investigación Criminal") llevaba a cabo la mayor redada hasta la fecha. La crisis se agravó el 13 de octubre de 1977 cuando el vuelo LH 181 de Lufthansa, que iba de Palma de Mallorca a Fráncfort, fue secuestrado. Un grupo de árabes se hizo con el avión, tras lo cual el jefe se presentó a los pasajeros como el «Capitán Mahmud» (más tarde fue identificado como Zohair Youssef Akache). Cuando el avión aterrizó en Roma para repostar, los secuestradores hicieron públicas las mismas demandas que los captores de Schleyer, además de la libertad de dos palestinos presos en Turquía y el pago de 15 millones de dólares. El «equipo de crisis» de Bonn decidió nuevamente no acceder a sus demandas. El avión secuestrado voló a Dubái (Emiratos Árabes Unidos) vía Lárnaca (Chipre), y de allí a Omán, en donde el capitán de vuelo Jürgen Schumann, a quien los secuestradores consideraban «no del todo cooperador», fue «juzgado» ante un tribunal revolucionario improvisado y asesinado el 16 de octubre. El avión despegó nuevamente, esta vez al mando del copiloto Jürgen Vietor, con rumbo a Mogadiscio (Somalia).
Hans-Jürgen Wischnewski, un exministro de Schmidt, entonces convertido en agente especial, voló secretamente desde Bonn para ocuparse de una misión de rescate altamente arriesgada. A las 5 de la mañana (hora continental europea) del 18 de octubre, el avión fue tomado por asalto en 7 minutos por el GSG9, una unidad de elite de la policía alemana. Los cuatro secuestradores recibieron disparos, muriendo tres de ellos en el acto. Ningún pasajero resultó herido de gravedad, y Wischnewski pudo finalmente telefonear a Schmidt y decirle al equipo de Bonn que la operación había sido un éxito. Media hora después, la radio alemana transmitió los detalles del rescate. Los reclusos de Stammheim pudieron enterarse de las noticias gracias a una radio que tenían oculta. En el transcurso de la noche, Baader fue encontrado muerto con un disparo en la cabeza, Gudrun Ensslin se ahorcó en su celda y Raspe fue trasladado al hospital por una herida de bala, en donde murió al día siguiente. Irmgard Möller, aunque herida, fue la única sobreviviente. Fue liberada de la prisión en 1994.
La investigación oficial determinó que se trataba de un suicidio colectivo, pero nuevamente aparecieron teorías conspirativas. No está claro, por ejemplo, cómo Baader pudo introducir una pistola en una prisión de máxima seguridad. Además, hubiera sido muy difícil —si no imposible— para Möller haberse podido infligir las cuatro puñaladas que se le encontraron cerca del corazón. Sin embargo, investigaciones independientes mostraron el hecho de que habría sido relativamente fácil para los abogados de los reclusos haberles proporcionado las armas. Möller fue la única miembro del grupo que sobrevivió, y posteriormente declaró que se trató de una ejecución extrajudicial orquestada por el gobierno alemán, en respuesta a las exigencias de la Fracción del Ejército Rojo que los liberara.

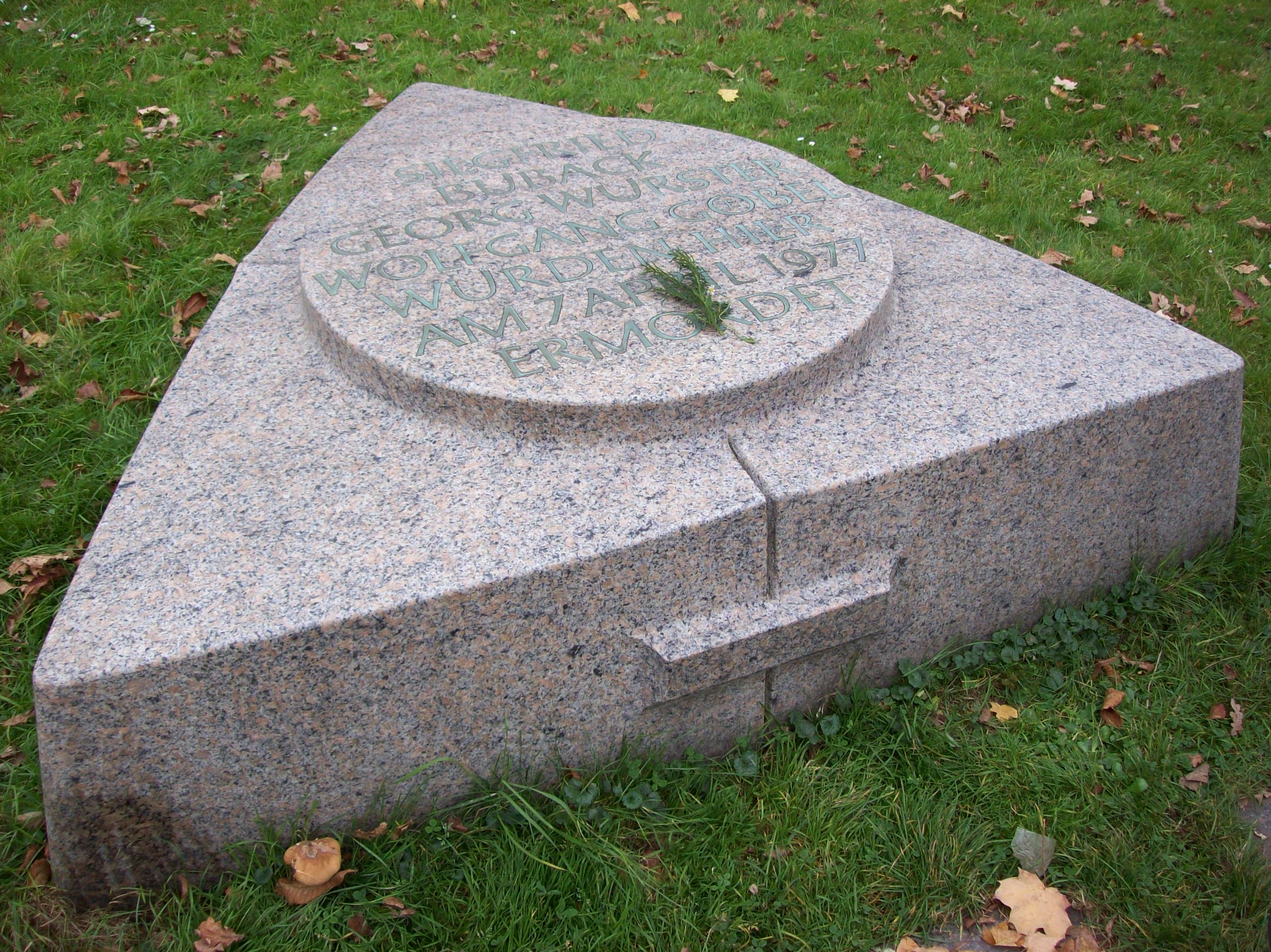
Monumento en homenaje a Siegfried Buback y sus escoltas, asesinados en abril de 1977 por un Comando de la RAF.

Al día siguiente, 19 de octubre de 1977, los secuestradores de Schleyer anunciaron que había sido «ejecutado».
Los sucesos de otoño de 1977, posiblemente el mayor incidente criminal y político que experimentó Alemania desde la Segunda Guerra Mundial, son frecuentemente llamados Der Deutsche Herbst («El Otoño Alemán»). Una miniserie televisiva escrita por Heinrich Breloer llamada Todespiel («El juego de la muerte») proporciona un buen recuento de los hechos, al menos como pueden ser hoy reconstruidos.

### La RAF en los ochenta y noventa
En 1984, nuevos miembros de la RAF —a veces llamados «la tercera generación»— establecieron una alianza con otros grupos terroristas de la izquierda europea, como el grupo francés Action Directe o las Brigadas Rojas italianas en 1988. No obstante, el hundimiento de la Unión Soviética y sus países aliados fue un fuerte golpe para la mayoría de los grupos de terroristas de izquierda, y para 1990 sólo la RAF, además de ETA y los GRAPO se mantenía en pie.
Ya dentro de los noventa siguieron produciéndose ataques bajo el nombre de la «RAF». Algunos de éstos fueron el asesinato del industrial Ernst Zimmermann; la colocación de una bomba en la base de la Fuerza Aérea de Estados Unidos en Ramstein, que mató a tres soldados; el asesinato del ejecutivo de Siemens Karl-Heinz Beckurts con una bomba colocada en su auto; y el asesinato de Gerold von Braunmühl, un político del Ministerio alemán de Asuntos exteriores. Se produjeron otros ataques de los que el gobierno culpó a la RAF; pero a pesar de estas acusaciones, el grupo no reivindicó dichas acciones, y por lo tanto su responsabilidad nunca fue probada. El 30 de noviembre de 1989, el jefe del Deutsche Bank Alfred Herrhausen fue asesinado en Bad Homburg con una compleja bomba activada por un sensor óptico. El 1 de abril de 1991, fue asesinado Detlev Karsten Rohwedder, líder de la Treuhand, la organización responsable de privatizar la economía de la antigua República Democrática Alemana.
Luego de la reunificación alemana en 1990, salió a la luz el hecho de que la RAF había recibido apoyo logístico y financiero de la Stasi, la policía secreta de la RDA, quien se había encargado de dar alojamiento y nuevas identidades a varios miembros del grupo.
La última gran acción contra la RAF tuvo lugar el 27 de junio de 1993. Un agente del servicio secreto llamado Klaus Steinmetz logró infiltrarse en la RAF. Como resultado, Birgit Hogefeld y Wolfgang Grams fueron arrestados en Bad Kleinen. Grams y el agente de policía Rüdiger Newrzella murieron durante la misión. La investigación oficial concluyó que Grams se suicidó, aunque otros afirman que su muerte fue en venganza por la muerte de Newrzella.
En 1992, el gobierno alemán afirmó que el campo de acción principal de la RAF era en ese momento el planeamiento de misiones de rescate de sus miembros en prisión. Para debilitar aún más a la organización, el gobierno declaró que algunos miembros de la RAF serían liberados si la RAF se abstenía de realizar ataques violentos en el futuro. La RAF aceptó el trato y declaró sus intenciones de retroceder la escalada de violencia y terminar sus ataques a la población. La última acción tuvo lugar en 1993, con el atentado a la recién construida prisión de Weiterstadt, reduciendo a los funcionarios de turno y colocando varios explosivos. Aunque ninguna persona fue herida seriamente, la acción causó daños por más de 123 millones de marcos alemanes (unos 60 millones de euros).
El 20 de abril de 1998, una declaración de ocho páginas escrita a máquina fue enviada por fax a la agencia Reuters, firmada por la RAF y con el logo de la estrella roja cruzado por la MP5. La carta anunciaba la disolución del grupo:

Vor fast 28 Jahren, am 14. Mai 1970, entstand in einer Befreiungsaktion die RAF. Heute beenden wir dieses Projekt. Die Stadtguerilla in Form der RAF ist nun Geschichte.

(Hace casi 28 años, el 14 de mayo de 1970, la RAF surgió en una acción de liberación. Hoy finalizamos este proyecto. La guerrilla urbana en la forma de la RAF es ahora historia.")

El 20 de julio de 1999, un año después de la disolución de la RAF, un grupo de cuatro personas armadas atacaron un camión blindado en la ciudad de Duisburg. Este asalto inusual fue con un lanzagranadas y subametralladoras, logrando robar la cantidad de un millón de marcos. Posteriormente se logró identificar por trazos de ADN en unos cabellos y restos de saliva a los antiguos terroristas Daniela Klette y Erns-Volker Staub. Se sospechó además de Burkhard Garweg, ya que los tres habían participado en la colocación de la bomba que destrozó la cárcel de Weiterstadt. Daniela Klette fue detenida el 26 de febrero de 2024 en Berlín. Staub y Garweg están requeridos por Europol y se ofrece una recompensa de 125.000 euros por información que lleve a su detención: aparecen en la web de los más buscados: www.eumostwanted.eu. Inicialmente la policía estimó que aspìraban a reconstituir la RAF o algún otro grupo terrorista. Sin embargo, no se dio con ningún rastro, por lo que se estima que robaron el dinero para poder vivir en la clandestinidad.
Estos tres exintegrantes de la RAF, ya en la clandestinidad, reaparecieron en 2016 en sendos intentos frustrados de robo a furgones blindados.

## Cronología de acciones de la RAF

### Años 1970
| Fecha                                 | Lugar                               | Acción | Nota                                                                       |
| ------------------------------------- | ----------------------------------- | --- | -------------------------------------------------------------------------- |
| 14 de mayo de 1970                    | Berlín Oeste                        | Liberación de prisión de Andreas Baader por un comando armado. | 1 herido                                                                   |
| 29 de septiembre de 1970              | Berlín Oeste                        | Comandos armados de la RAF asaltan tres entidades bancarias de manera simultánea. | Botín de 217.468 marcos alemanes.                                          |
| 8 de octubre de 1970                  | Berlín Oeste                        | Detención de Horst Mahler, Ingrid Schubert, Monika Berberich, Brigitte Asdonk e Irene Goergens, se incautan pistolas, químicos inflamables, botellas "Molotov", placas de vehículos y documentos falsos. Son las primeras detenciones de la RAF. | 5 integrantes del RAF detenidos                                            |
| 15 de noviembre de 1970               | Fráncfort del Meno                  | Ulrike Meinhof, Alí Jansen, Karl-Heinz Ruhland asaltan la Jefatura Civil de Langgöns cerca de Fráncfort del Meno y roban 166 documentos de identidad en blanco, sellos oficiales y un paquete completo de pasaportes nuevos. | Roban material para falsificación de documentos.                           |
| 15 de enero de 1971                   | Kassel                              | Comandos armados de la RAF asaltan dos entidades bancarias de manera simultánea. | Botín de 114.715 marcos alemanes.                                          |
| 15 de julio de 1971                   | Hamburgo                            | Petra Schelm muere en un tiroteo con la policía, tras escapar de un control policial. Su compañero Werner Hoppe es detenido. Schelm es la primera militante de la RAF que muere. | 1 policía herido                                                           |
| 25 de septiembre de 1971              | Friburgo de Brisgovia               | Holger Meins y Margrit Schiller se accidentan con un vehículo robado en la autopista de Freiburg, dos policías los atienden y son atacados a balazos resultando gravemente heridos, los integrantes del RAF escapan. | 2 policías heridos                                                         |
| 22 de octubre de 1971                 | Hamburgo                            | El oficial de policía Norbert Schmid muere en un tiroteo con miembros de la RAF. | 1 policía muerto                                                           |
| 22 de diciembre de 1971               | Kaiserslautern                      | Atraco a una sucursal bancaria, con un botín de 134.000 marcos. | 1 policía muerto                                                           |
| 11 de mayo de 1972                    | Fráncfort del Meno                  | Comienzo de la llamada "Ofensiva de Mayo" de la RAF. El Comando "Petra Schelm" coloca una bomba en el cuartel militar estadounidense más grande de Alemania y cuartel del V Cuerpo de Ejército estadounidense. | 1 muerto y 13 heridos                                                      |
| 12 de mayo de 1972                    | Augsburgo y Múnich                  | Atentado con explosivos contra una comisaría en Múnich por el Comando "Thomas Weisbecker" de la RAF y otra comisaría en Augsburgo. Este comando estaba integrado por Irmgard Möller y Angela Luther. | 17 heridos                                                                 |
| 15 de mayo de 1972                    | Karlsruhe                           | Una bomba colocada en el coche de un importante juez hiere gravemente a su mujer, que es quien conducía. El Comando "Manfred Grashof" de la RAF asume la responsabilidad. | 1 herido                                                                   |
| 19 de mayo de 1972                    | Hamburgo                            | Atentado en las imprentas del Springer Verlag, editorial del famoso diario sensacionalista Bild, atentado reivindicado por el Comando "2 de Junio" de la RAF. El edificio no fue evacuado a pesar de las muchas llamadas telefónicas. | 38 heridos                                                                 |
| 24 de mayo de 1972                    | Heidelberg                          | Atentado con explosivos en el Cuartel general de EE. UU. en Europa, reivindicado por el Comando "15 de julio" de la RAF. Esta fue la fecha de la muerte de Petra Schelm. En esta acción participó Angela Luther. | 3 muertos y 5 heridos                                                      |
| 25 de abril de 1975                   | Prisión de Wittlich                 | Holger Meins muere durante una huelga de hambre. |                                                                            |
| 25 de abril de 1975                   | Estocolmo                           | Ocupación de la embajada alemana por el Comando "Holger Meins" de la RAF, exigiendo liberación de todos los presos de la RAF. Fueron asesinados 2 rehenes y la policía mató a 2 integrantes del grupo. | 4 muertos                                                                  |
| 7 de mayo de 1976                     | Sprendlingen, Distrito de Offenbach | El jefe de policía Fritz Sippel es asesinado por un miembro desconocido de la RAF. | 1 muerto                                                                   |
| 7 de abril de 1977                    | Karlsruhe                           | Es asesinado en su coche el fiscal general Siegfried Buback, su escolta y su chófer por un Comando de la RAF compuesto por Günther Sonnenberg y Stefan Wisniewski, quienes a bordo de una moto ametrallaron el vehículo del Fiscal. | 3 muertos                                                                  |
| 30 de julio de 1977                   | Oberursel (Taunus)                  | El banquero y presidente del Dresdner Bank, Jürgen Ponto, es asesinado tras un intento fallido de secuestro. El Comando "Susanne Albrecht" asume la responsabilidad, quedan identificados los integrantes del RAF Susanne Albrecht, Brigitte Mohnhaupt y Christian Klar. | 1 muerto                                                                   |
| 25 de agosto de 1977                  | Karlsruhe                           | Fracasa un ataque con cohetes contra el edificio de la Fiscalía general porque el detonador no funcionó. |                                                                            |
| 5 de septiembre 18 de octubre de 1977 | Colonia y Mulhouse (Alsacia)        | En el llamado «octubre caliente» u "Otoño Alemán" es secuestrado el jefe de la patronal alemana Hanns Martin Schleyer en una espectacular acción en la que fueron tiroteados los 4 guardaespaldas. Durante decenas de días se amenaza con su asesinato si no se libera a los miembros encarcelados del grupo. Paralelamente, un grupo de palestinos del Frente Popular para la Liberación de Palestina (FPLP) secuestra un avión de Lufthansa en apoyo de las peticiones de la RAF. La policía alemana entra poco después en el avión, matando a los miembros del FPLP. Ante esto, los secuestradores de la RAF deciden asesinar al secuestrado. Pocos días después, la cúpula de la banda (4 miembros) es encontrada muerta o herida en sus celdas de la prisión de alta seguridad en la que se encontraban en régimen de absoluto aislamiento. Dos de ellos murieron con heridas de bala, otro ahorcado y una cuarta integrante logró sobrevivir tras varias puñaladas y afirmó que nunca intentó suicidarse y que fueron guardias de la prisión. Los estudios realizados fueron muy censurados y llegaron a la conclusión de que fue un suicidio, dejando muchos cabos por atar. | 12 muertos aproximadamente, entre policías, civiles e integrantes del RAF. |
| 22 de septiembre de 1977              | Utrecht                             | El policía neerlandés Arie Kranenburg muere en un tiroteo con miembros de la RAF. | 1 muerto                                                                   |
| 12 de noviembre de 1977               | Múnich                              | La terrorista de la RAF Ingrid Schubert aparece ahorcada en su celda. |                                                                            |
| 24 de septiembre de 1978              | Dortmund                            | Los miembros de la RAF Michael Knoll y Angelika Speitel son arrestados durante unas prácticas de tiro, mientras que Werner Lotze puede escapar. El oficial de policía Hans-Wilhelm Hansen cae abatido, mientras que Michael Knoll morirá dos semanas después consecuencia de sus graves heridas. | 1 muerto                                                                   |
| 1 de noviembre de 1978                | Kerkrade, Holanda                   | Los miembros de la RAF Rolf Heißler y Adelheid Schulz, en un cruce ilegal de la frontera holandesa, disparan contra los funcionarios de aduanas Dionysius de Jong y Johannes Goemans, que resultan muertos. | 2 muertos                                                                  |
| 19 de marzo de 1979                   | Darmstadt                           | Atraco a una sucursal bancaria, con un botín de 49.000 DM. |                                                                            |
| 17 de abril de 1979                   | Núremberg                           | Atraco a una sucursal bancaria, con un botín de 200.000 DM. |                                                                            |
| 25 de junio de 1979                   | Casteau, Bélgica                    | Intento fallido de asesinato del General Alexander Haig, Comandante Supremo de la OTAN en Europa. Atentado reivindicado por el Comando de la RAF "Andreas Baader", integrado por Werner Lotze y Rolf Clemens Wagner. |                                                                            |
| 19 de noviembre de 1979               | Zürich, Suiza                       | Atraco a una sucursal bancaria, con un botín de 473.000 SFr. En un tiroteo con la policía suiza cae muerto un transeúnte, mientras dos policías y otro transeúnte caen heridos. | 1 muerto, 3 heridos                                                        |

### Años 1980
| Fecha                    | Lugar              | Acción | Nota                   |
| ------------------------ | ------------------ | --- | ---------------------- |
| 31 de agosto de 1981     | Ramstein           | Atentado con explosivos al Cuartel general de la Fuerza Aérea norteamericana en Europa. | 17 heridos             |
| 15 de septiembre de 1981 | Heidelberg         | Intento fallido de asesinato del General Frederik Kroesen, Comandante Supremo de las fuerzas norteamericanas en la OTAN. Atentado reivindicado por el Comando de la RAF "Gudrun Ensslin", utilizando un lanzacohetes RPG-7; este Comando estaba integrado por Brigitte Mohnhaupt y Christian Klar. | 4 heridos              |
| 15 de septiembre de 1982 | Bochum             | Atraco a una filial de la Caja de Ahorros de Bochum. |                        |
| 15 de marzo de 1984      | Würzburgo          | Atraco a una sucursal bancaria, con un botín de 171.000 DM. |                        |
| 1 de febrero de 1985     | Gauting            | Asesinato de Ernst Zimmermann, presidente de la Federación de la Industria Aeroespacial Alemana por el Comando "Patsy O'hara"; la esposa identifica a los integrantes del RAF Werner Lotze y Barbara Meyer como los asesinos.                                                                      | 1 muerto               |
| 8 de agosto de 1985      | Wiesbaden          | El soldado estadounidense Edward Pimental es asesinado por la RAF, consiguiendo su pase de seguridad. | 1 muerto               |
| 8 de agosto de 1985      | Fráncfort del Meno | Atentado con explosivos contra la Base aérea norteamericana de Rhein-Main, obra del Comando "George Jackson" de la RAF y el grupo armado francés Acción Directa. Los terroristas accedieron a la Base aérea gracias a la identificación de Edward Pimental.                                        | 2 muertos y 11 heridos |
| 9 de julio de 1986       | Straßlach (Múnich) | Asesinato del presidente de Siemens, Karl Heinz Beckurts, y de su conductor por el Comando "Mara Cagol". | 2 muertos              |
| 9 de julio de 1986       | Immenstaad         | Atentado con explosivos contra la sede de Dornier-Werke. |                        |
| 10 de octubre de 1986    | Bonn               | El Subsecretario de estado del Ministerio de Asuntos exteriores Gerold von Braunmühl es asesinado por el Comando "Ingrid Schubert". | 1 muerto               |
| 20 de septiembre de 1988 | Bonn               | Atentado fallido del Comando "Khaled Aker" contra el secretario de Estado del Ministerio de Finanzas Hans Tietmeyer. | 1 herido leve          |
| 30 de noviembre de 1989  | Bad Homburg        | Atentado con bomba contra el banquero y presidente del Deutsche Bank, Alfred Herrhausen, por el Comando "Wolfgang Beer"; posteriormente son identificados los integrantes del RAF Andrea Klump y Christoph Seidler como los asesinos.                                                              | 1 muerto, 1 herido     |

### Años 1990
| Fecha                 | Lugar       | Acción | Nota             |
| --------------------- | ----------- | --- | ---------------- |
| 27 de julio de 1990   | Bonn        | Intento fallido de asesinato de Hans Neusel, secretario de Estado del Ministerio Federal del Interior, por parte del Comando "José Manuel Sevillano" de la RAF. Neusel es herido levemente. El atentado es realizado en venganza por los arrestos masivos de miembros de la RAF en la antigua República Democrática Alemana. | 1 herido         |
| 13 de febrero de 1991 | Bonn        | El Comando "Vincenzo Spano" de la RAF ataca con 250 ráfagas de ametralladora, la embajada de Estados Unidos en repudio por la Guerra del Golfo. El 24 de febrero otro comunicado cita al Comando "Ciro Rizatto". | Daños materiales |
| 1 de abril de 1991    | Düsseldorf  | Asesinato de Detlev Karsten Rohwedder cuando se encontraba en su casa por el Comando "Ulrich Wessel" de la RAF. Rohwedder era responsable del Treuhandanstalt, la institución encargada de la integración de la economía de la antigua Alemania oriental en el sistema de la RFA. | 1 muerto         |
| 27 de marzo de 1993   | Weiterstadt | El "comando Katharina Hammerschmidt" realiza un gran atentado en la construcción de una nueva prisión de Weiterstad. La bomba dañó completamente la prisión, dejando daños materiales por más de 60 millones de euros. En octubre de 2007, la Policía identificó por trazos de ADN a tres de los cuatro participantes, como Daniela Klette, Burkhard Garweg y Ernst-Volker Staub como los responsables de la colocación de la bomba. Hasta la fecha siguen en búsqueda y captura (excepto Daniela Klette). | Daños materiales |
| 27 de junio de 1993   | Bad Kleinen | En una operación del grupo de operaciones especiales GSG-9 muere el policía Michael Newrzella alcanzado por varios disparos, mientras que el dirigente de la RAF Wolfgang Grams también resulta muerto. La militante Birgit Hogefeld es detenida. | 1 muerto         |
| 20 de abril de 1998   | Reuters     | Comunicado final de la RAF. Se declara oficialmente disuelto el grupo. |                  |